# Draba rositae
Draba rositae là một loài thực vật có hoa trong họ Cải. Loài này được Santana & J.O.Rangel mô tả khoa học đầu tiên năm 1989.